# Organização Mundial da Propriedade Intelectual
A Organização Mundial da Propriedade Intelectual (OMPI; em inglês, World Intellectual Property Organization, WIPO) é uma entidade internacional de Direito Internacional Público com sede em Genebra (Suíça), integrante do Sistema das Nações Unidas.
Criada em 1967, é uma das 16 agências especializadas da ONU e tem por propósito a promoção da proteção da propriedade intelectual ao redor do mundo através da cooperação entre Estados. Daren Tang é o atual Diretor-Geral da OMPI, estando em funções desde 2020.
Atualmente, é composta de 193 Estados-membros  e administra 26 tratados internacionais, o mais recente dos quais é o Tratado de Marraquexe, que visa a impor limitações e exceções aos direitos autorais sobre livros em benefícios de pessoas cegas e deficientes visuais, permitindo-lhes um acesso sem fronteira aos livros.

## Histórico

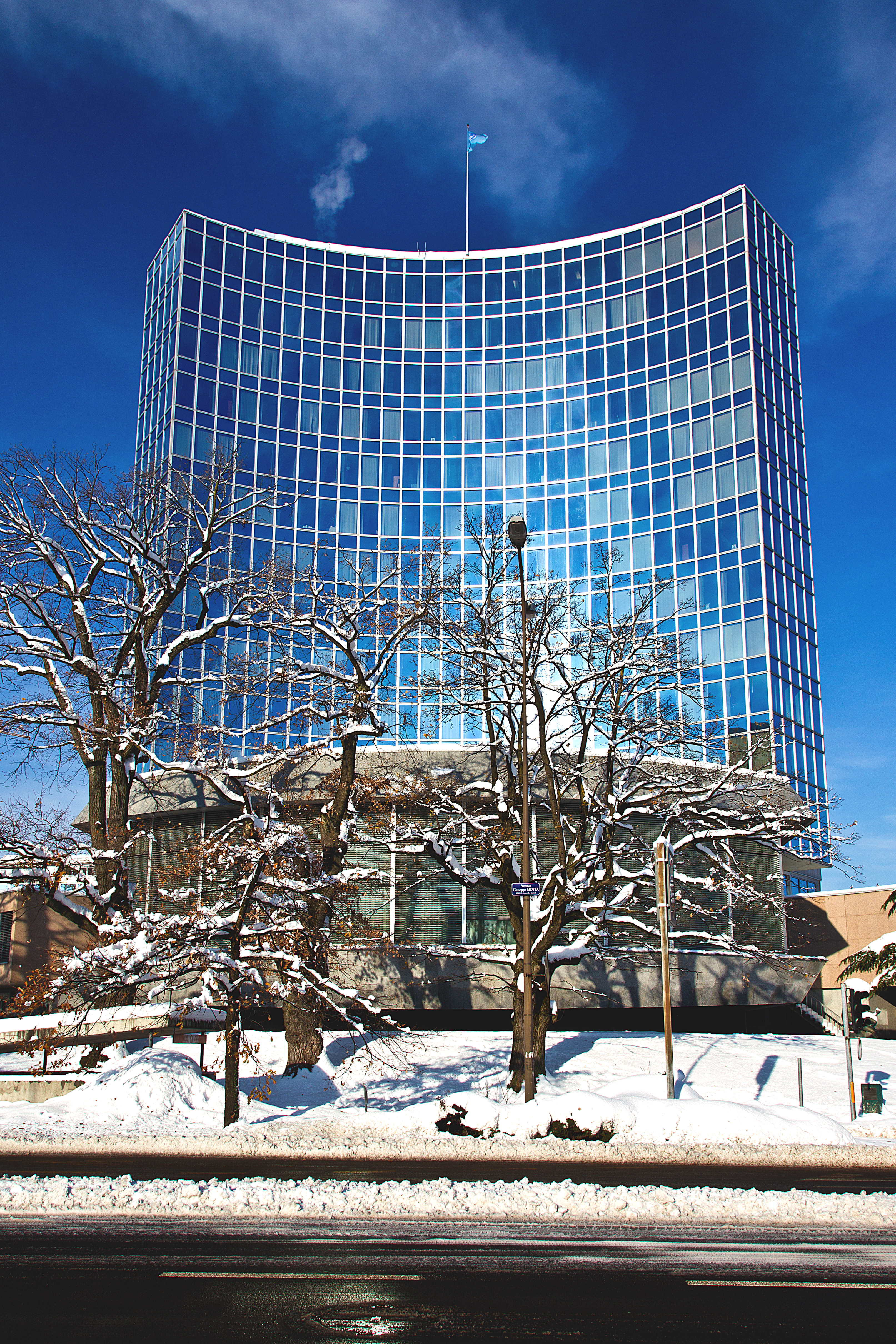
Sede da WIPO, em Genebra

### Surgimento da propriedade intelectual
O direito de propriedade intelectual nasce no século XIX, após a Revolução Industrial, permitindo às indústrias controlar tanto sua produção, através das patentes, quanto sua distribuição, através das marcas. Neste momento histórico não havia ainda um sistema internacional regulando o direito de propriedade industrial.
Os países, individualmente, regulavam de forma rudimentar, através de sua legislação interna, como se dava o regime de propriedade intelectual, o que permitia uma aplicação industrial patenteada em um país ser apropriada por outro sem que isso fosse considerado um ilícito.

### Internacionalização da proteção à propriedade intelectual
As primeiras tentativas de internacionalização|internacionalizar a proteção à propriedade intelectual, criando um sistema internacional de propriedade intelectual se deram e 1883 e 1886, com a Convenção de Paris pela Proteção da Propriedade Industrial (CUP) e a Convenção de Berna pela Proteção do Trabalho Artístico e Literário (CUB), respectivamente.
Em 1893 a CUP e a CUB unificaram seus escritórios dando origem ao BIRPI (Bureaux Internationaux Réunis pour la Protection de la Propriété Intellectuelle, acrônimo francês que significa Escritório Internacional Unificado pela Proteção da Propriedade Intelectual), que teria a função de administrar ambos os acordos.

### Criação da OMPI
Após a Segunda Guerra Mundial, as discussões de caráter internacional passaram a se dar no âmbito da ONU, que, criou, em 1967, na Convenção de Estocolmo, a Organização Mundial da Propriedade Intelectual (OMPI).
A Convenção de Estocolmo estabeleceu os objetivos da OMPI e harmonizou os direitos de propriedade intelectual. A partir deste momento o BIRPI tornou-se a Secretaria Internacional da OMPI.
Desse modo, a OMPI foi formalmente criada a partir da assinatura da Convenção para o Estabelecimento da Organização Mundial da Propriedade Intelectual, assinada em 14 de julho de 1967.

## Objetivos da OMPI

### Objetivos Gerais
De acordo com o Artigo 3º da Convenção para o Estabelecimento da Organização Mundial da Propriedade Intelectual, à época de sua criação, em 1967, o principal objetivo da organização é promover a proteção da propriedade intelectual internacionalmente.
Em 1974 a OMPI tornou-se agência especializada da ONU, harmonizando seus objetivos com o interesse público e com as metas humanitárias da ONU.
Assim, segundo o Acordo entre a OMPI e a ONU, a proposta da OMPI foi redefinida para a promoção da atividade intelectual criativa e a facilitação da transferência de tecnologia relacionada à propriedade industrial para os países em desenvolvimento de forma a acelerar seu desenvolvimento econômico, social e cultural.

### Metas Estratégicas
Além dos objetivos gerais da organização, a cada 4 anos o Diretor-Geral divulga um Plano de Atuação a Médio Prazo (Medium Term Plan), que define as metas estratégicas de atuação da OMPI nos 4 anos subsequentes ao biênio no qual são definidos o Plano de Diretrizes (Draft Program) e o orçamento. As metas do Plano de Atuação a Médio Prazo são refinadas na Proposta de  Planos e Orçamentos bienal.

#### Metas Estratégicas Atuais
De acordo com a Proposta de Planos e Orçamentos de 2006/2007 , referente ao Plano de Atuação a Médio Prazo que orienta a atividade da OMPI de 2006-2009, as metas estratégicas da OMPI são:

- Promoção da uma cultura da Propriedade Intelectual
- Integração da Propriedade Intelectual nos programas e políticas de desenvolvimento nacionais
- Desenvolvimento de leis e padrões internacionais de Propriedade Intelectual
- Fornecimento de serviços de qualidade em sistemas de proteção de Propriedade Intelectual
- Aumentar a eficiência da administração e dos processos auxiliares da OMPI

## Estrutura

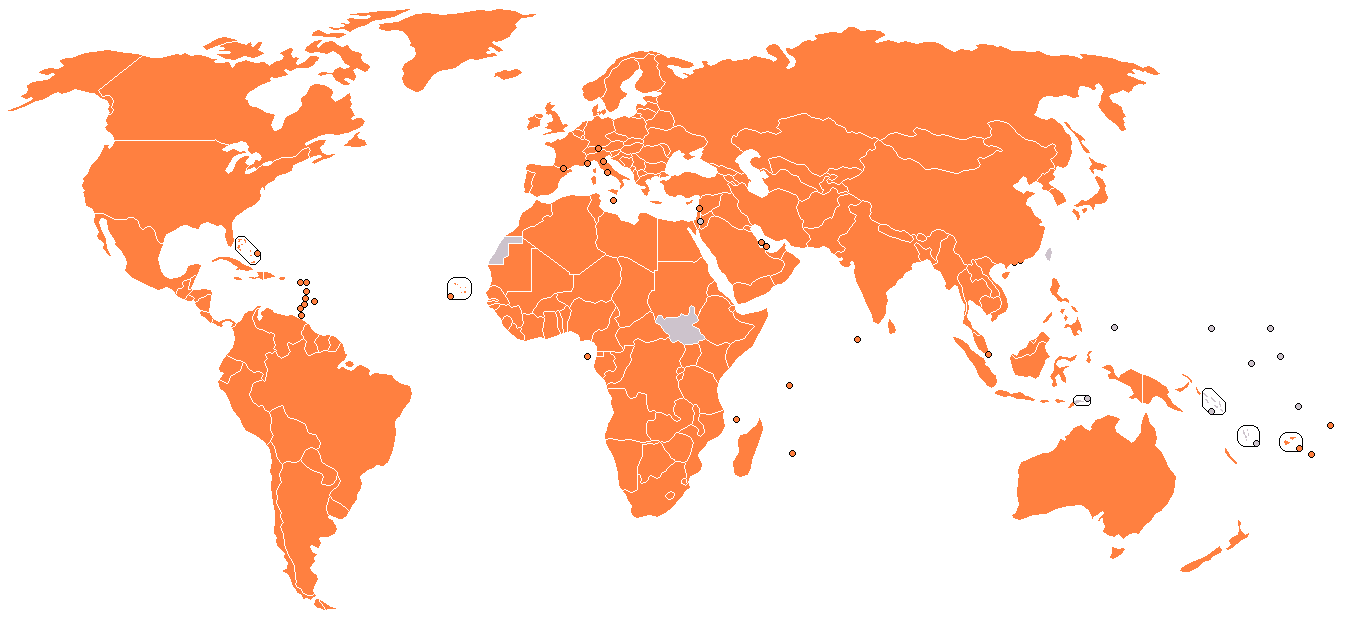
Estados-membros da OMPI.

A direção estratégica e as atividades da OMPI são definidas por seus Estados-membros. Atualmente são 193 Estados associados, ou seja, praticamente 99% dos países do mundo.
Os Estados se reúnem em assembleias, comitês e em grupos de trabalho.
Nas Assembleias Gerais a cada Estado-membro é atribuído um voto, sem levar em conta sua população ou contribuição financeira à OMPI. Nas assembleias são tratados os rumos da organização, suas atividades e programas, inclusive seu orçamento, alguns temas específicos, e as decisões são tomadas por consenso.
A organização e a implementação das decisões tomadas nestas reuniões são feitas pelo Secretariado da OMPI. O Secretariado, sediado em Genebra, é composto por membros de mais de 90 países, especialistas em políticas públicas, economia, administração e TI (tecnologia da informação). O Secretariado também administra o Sistema Internacional de Registro de Propriedade Intelectual e desenvolve os programas para alcance das metas da OMPI.
Organizações intergovernamentais, organizações não-governamentais, representantes da sociedade civil e grupos industriais podem receber status oficial de observadores nas reuniões da OMPI. Para isto, a cada ano a OMPI abre um processo de atribuição deste status às organizações interessadas.

## Mecanismos de Solução de Controvérsias

### Centro de Arbitragem e Mediação da OMPI
Criado em 1994 e sediado em Genebra, Suíça, o Centro de Arbitragem e Mediação da OMPI oferece meios alternativos de solução de controvérsias para a solução de disputas comerciais internacionais entre partes privadas.  O Centro é reconhecido internacionalmente como competente para solucionar conflitos sobre tecnologia, entretenimento e outras disputas que envolvam propriedade intelectual. Além da Arbitragem e a Mediação, procedimentos alternativos tradicionais, a OMPI disponibiliza a Decisão por Especialista.  Neste procedimento, por acordo entre as partes, a disputa é submetida  a um ou mais especialistas que fazem uma determinação sobre o assunto. Se as partes não acordarem em outro sentido, a determinação é vinculante.

### Solução Uniforme de Disputas sobre Registro de Domínio
A  Política de Solução Uniforme de Disputas sobre Registro de Domínio ( UDRP Policy – Uniform Domain Name Dispute Resolution) define as regras legais de resolução de disputas de infração de marcas registradas pelo registro abusivo de domínios na Internet. Esta política é aplicada em procedimentos administrativos geridos pelo Centro de Arbitragem e Mediação da OMPI.
Em 2006, o número de casos administrados pela OMPI sobre registro de domínios excedia 13,000, envolvendo partes de 144 países e quase 24,000 domínios de Internet.

### Sistema de Casos Eletrônicos
A OMPI disponibiliza um Sistema de Casos Eletrônicos ( ECAF – WIPO Electronic Case Facility)  virtual para diminuir o tempo e os custos na condução dos casos. Neste sistema, as comunicações de cada parte em um procedimento são submetidas eletronicamente, e um e-mail é enviado à outra parte para alertá-la. Este sistema facilita a comunicação entre as partes e o armazenamento de documentos, além de oferecer o sumário e as informações essenciais de cada caso.

## Financiamento
A OMPI é diferente das outras agências da ONU, pois suas atividades são totalmente financiadas por seu próprio orçamento, tornando-a independente economicamente.  Para o biênio de 2006-2007, 90% do orçamento de 531 milhões de francos suíços (440 milhões de dólares americanos) vieram de taxas de registro de marcas e patentes internacionais. Os outros 10% provem de taxas de serviços de arbitragem e mediação, de publicações e de pequenas contribuições de Estados-membros.

## Tratados Existentes
A OMPI administra, atualmente, 26 tratados.
Os tratados são divididos em três grupos gerais: Proteção de Propriedade Intelectual; Sistema de Proteção Global e; Classificação.
O grupo dos tratados relativo à Proteção de Propriedade Intelectual, contendo 14 tratados, define as regras básicas de proteção de propriedade intelectual dos países, acordada por estes.
O segundo grupo do tratados, que se refere ao Sistema de Proteção Global, contendo 6 tratados, engloba tratados que asseguram a eficácia de registros internacionais de propriedade intelectual em todos os países signatários, assim garantindo que os direitos de proteção intelectual sejam respeitados em todos os Estados-membros, e não somente no país onde foi registrado.
Por fim, o último grupo, cujos tratados se referem à Classificação, contendo 4 tratados, cria sistemas de classificação que organizam informações sobre invenções, marcas registradas, e desenhos industriais.

### Tratados de Classificação
- Acordo de Locarno , relativo a desenho industrial.
- Acordo de Nice , relativo a marcas registradas de produtos e serviços.
- Acordo de Estrasburgo , relativo a classificação de patentes.
- Acordo de Viena , relativo a elementos figurativos de marcas.

### Tratados de Sistema de Proteção Global
- Tratado de Budapeste .
- Acordo de Haia .
- Acordo de Lisboa .
- Acordo de Madri .
- Protocolo de Madri .
- PCT (Tratado de Cooperação de Patente) .

### Tratados de Proteção de Propriedade Intelectual
- Convenção de Berna
- Convenção de Bruxelas
- Tratado de Registro de Filme
- Acordo de Madrid (Indicação de Fonte)
- Tratado de Nairóbi
- Convenção de Paris
- Tratado de Lei de Patente
- Convenção de Fonogramas
- Convenção de Roma
- Tratado de Singapura sobre Lei de Marca Registrada (Trademark)
- Tratado de Lei de Marca Registrada
- Tratado de Washington
- WCT (Tratado de Copyright)
- WPPT (Tratado de Performances e Fonogramas) .

O Acordo de Roma, concluído em 1961 é administrado pela OMPI juntamente com a United Nations Educational, Scientific and Cultural Organization (UNESCO)  e International Labour Organization (ILO) .

### Demais Tratados
- Tratado de Marraquexe (Tratado para facilitar o acesso a livros e publicações a pessoas cegas ou com outras deficiências ou dificuldades visuais): considerado um marco na história da OMPI, uma vez que em vez de reforçar restrições de acesso a material protegido por direitos autorais, pela primeira vez flexibiliza ditos direitos de propriedade, em prol dos direitos humanos (direitos de pessoas com deficiências físicas).[5]

#### Acordo de Cooperação OMPI-OMC
A OMPI assinou um Acordo de Cooperação  com a Organização Mundial do Comércio (OMC) em 1996 (Acordo OMC-OMPI), visando estabelecer uma relação de suporte mútuo e cooperação entre as Organizações para melhor administrar questões de propriedade intelectual no âmbito internacional. Em resumo, o acordo estabelece o fornecimento de informações, tal como leis e regulamentos, para países membros das organizações, livre acesso ao sistema de dados da OMPI, assistência técnica e legal a países em desenvolvimento membros da OMC, mesmo não sendo estes membros da OMPI.
Ademais, na 24ª sessão ordinária da Assembleia Geral da OMPI em 1999 foi reafirmada a intenção de relação de cooperação com a OMC a fim de facilitar a implementação das regras do Acordo TRIPS, especialmente nos países em desenvolvimento. Para tanto, as organizações juntas participaram simpósios e seminários.

#### Acordo OMPI-ONU
A OMPI também tem um acordo com a ONU de 1971   no qual esta reconhece a OMPI como uma organização especializada responsável por tomar as medidas necessárias para garantir a aplicação e eficácia dos tratados e acordos por ela administrada.
Ambas reconhecem tratar-se de uma relação de coordenação entre as atividades e políticas das organizações e cooperação a fim de facilitar a troca de informações e tal coordenação. Assim, acordam na representação recíproca das organizações nas sessões da outra organização, com direito a participar das deliberações, mas sem direito a voto.
Mais importante, fica acordado que as organizações tomarão as devidas providências para incluir recomendações e itens propostos pela outra organização em suas agendas. Ademais, há a previsão de troca de informações e documentos, assistência técnica de uma organização à outra, transferência de tecnologia, entre outras disposições.
Por fim, fica acordado também que a OMPI deve informar o Conselho Econômico-Social da ONU sobre a natureza e escopo de qualquer acordo a ser concluído entre aquela e outra organização internacional intergovernamental ou não-governamental.

#### Outras parcerias
A OMPI trabalha em garantir uma relação de comunicação e cooperação não apenas com a ONU e OMC, mas também com outras organizações internacionais, intergovernamentais ou não-governamentais preocupadas com a propriedade intelectual, principalmente no tocante à implementação de regras de propriedade intelectual.
A cooperação se dá especialmente por meio de troca de informações e discussão de temas coincidentes das agendas das organizações.
As organizações parceiras são, exemplificadamente, a European Comission , World Customs Organization , Swiss Federal Institute of Intelectual Property , European Brands Association , entre outras.

## Agenda de Desenvolvimento
Um dos itens importantes da agenda da OMPI é o desenvolvimento. A OMPI tem como objetivo trabalhar para que países em desenvolvimento e países em via de desenvolvimento (PVD) consigam integrar o sistema de propriedade intelectual, assim promovendo o desenvolvimento econômico, social e cultural.

### Proposta de Planos e Orçamento 2006-2007
Os objetivos e planos de ações são estabelecidos a cada dois anos pelos Estados-membros da OMPI. A Proposta de Planos e Orçamentos de 2006/07    define como alguns objetivos:

- Promoção da uma cultura da Propriedade Intelectual
- Integração da Propriedade Intelectual nos programas e políticas de desenvolvimento nacionais
- Desenvolvimento de leis e padrões internacionais de Propriedade Intelectual
- Fornecimento de serviços de qualidade em sistemas de proteção de Propriedade Intelectual
- Aumentar a eficiência da administração e dos processos auxiliares da OMPI

A OMPI reafirma a importância de proteção de propriedade intelectual como ferramenta para o desenvolvimento econômico, social e cultural e, por isso, trabalha em adaptar e viabilizar sua aplicação em países em desenvolvimento e países em vias de desenvolvimento, para que estes consigam atingir os objetivos definidos nas Metas de Desenvolvimento do Milênio das Nações Unidas .

### Estratégias de atuação
As estratégias da OMPI para atingir seus objetivos são:

- Cooperar com governos, organizações intergovernamentais e setor privado para estabelecer uma cultura de propriedade intelectual mais sólida e extensa;
- Criar e promover políticas de propriedade intelectual específicas para as necessidades, recursos e condições do país;
- Desenvolver leis internacionais de propriedade intelectual que levem em conta as necessidades de países emergentes além de equilibrar os interesses de detentores de direitos de propriedade intelectual e objetivos de políticas públicas de certos países;
- Garantir o fornecimento de serviços de proteção de propriedade intelectual de qualidade e; focar na implementação de programas de atividades por meio da administração responsável e eficiente.

Exemplo de programa proposto no Plano é o de aumentar o seu apelo ao público, por meio do site oficial da OMPI, divulgação da imagem da OMPI nos meios de comunicação em massa e sua biblioteca e sistema de dados online, para estimular um melhor entendimento sobre propriedade intelectual e o trabalho da OMPI. Para tanto, a OMPI irá estabelecer estratégias de comunicação que garantam transparência, eficiência, acesso à informações e estabeleçam um diálogo entre ela e o público.
Outro programa é o de coordenação externa, na qual a OMPI estabelece novos escritórios internacionais, em Nova York, Washington D.C., Bruxelas e Singapura, para facilitar o relacionamento com outras organizações internacionais, instituições governamentais relevantes, indústrias e consumidores.
A OMPI também estabelece, entre outros, um programa de uso estratégico de propriedade intelectual no desenvolvimento. Para tanto, a Organização estabelecerá parcerias de e atividades e pesquisas com Estados-membros, universidades, instituições públicas de pesquisa, agências intergovernamentais, e entidades empresariais, além de estudos de caso em países em desenvolvimento, para documentar suas experiências e problemas a serem solucionados.

### Plano de Recomendações para a Agenda de Desenvolvimento
A OMPI também definiu um Plano de Recomendações para a Agenda de Desenvolvimento da Organização  . São 45 recomendações divididos em 6 grupos:

- Assistência técnica e capacitação;
- Domínio público, políticas públicas, estabelecimento de normas e flexibilizações;
- Transferência de tecnologia, tecnologias de informação e comunicação (ICT), e acesso a conhecimento;
- Estudos de avaliações e  impactos; temas institucionais incluindo mandatos e governança;
- Outros temas.

A OMPI resume suas atividades de assistência técnica aos países em desenvolvimento e países em via de desenvolvimento de 1998 à 2005  . Estas incluem:

- Treinamento de oficiais de propriedade intelectual de países em desenvolvimento no desenvolvimento de recursos humanos;
- Patrocínio de visitas de oficiais dos países em via de desenvolvimento à OMPI;
- Organização de excursões de estudo para oficiais dos países em via de desenvolvimento à países industrializados;
- Assistência para estabelecimento de Centros de Informações e Serviços de Conselhos de Propriedade Intelectual, entre outros.

### Papel do Brasil na agenda de desenvolvimento
De fato, o Brasil teve um grande envolvimento com a agenda de desenvolvimento da OMPI. Em 2004, o Brasil e a Argentina enviaram à Organização uma Proposta de estabelecimento de uma agenda de desenvolvimento para a OMPI .
A proposta incluía emendas à Convenção da OMPI; sugestões de cláusulas a serem inseridas em tratados em negociação, como o Substantive Patent Law Treaty (SPLT); cooperação técnica; criação de uma Comissão de Propriedade Intelectual e Transferência de Tecnologia que garantam meios eficazes de transferências para países em desenvolvimento; organização de seminários internacionais em conjunto com a OMC e a UNCTAD, entre outros.
As propostas foram analisadas na 31.ª Assembleia Geral em 2004 e, algumas, foram adotadas.

## Críticas

### Subdemocracia
Ainda que se alegue certa eqüidade entre os Estados-membros da OMPI pela regra do "Um país, um voto", na prática esta eqüidade não se verifica. Frequentemente os Estados e blocos mais ricos, particularmente os EUA e Europa, são quem, efetivamente, guiam a agenda da OMPI e têm seus interesses prevalecidos. Contribui para isso, ainda, o fato de a OMPI dar grande poder ao Secretariado para contornar, muitas vezes, os desejos dos Estados-membros.

### Sobreposição do interesse privado sobre o público
A OMPI e seus representantes afirmam que a missão da organização é a promoção da propriedade intelectual num nível global. No entanto, há posicionamentos minoritários que defendem serem os direitos de propriedade, em última análise, direitos privados, particulares, e que sua promoção significaria a promoção exclusivamente de interesses privados, principalmente os das grandes gravadoras, estúdios de cinema, editoras e laboratórios farmacêuticos. Esses posicionamentos encontram argumentação em contrário naqueles que defendem que o sistema global da Propriedade Intelectual apresenta resultado final pró-sociedade: sendo os direitos de propriedade intelectual limitados no tempo e no espaço, sua existência temporária garante ao criador e ao inventor e aos titulares em geral um retorno financeiro temporário que, em escala, representam um incentivo à criação e ao desenvolvimento tecnológico. Essa posição vê, na ausência dos direitos de propriedade intelectual, uma falta de incentivo à inovação, de modo que a existência desses direitos, embora de ordem privada, resultariam em um resultado favorável à sociedade.

### Falta de transparência
Muitas decisões da OMPI são tomadas a portas fechadas e não são levadas a registro oficial. Acertos são frequentemente feitos durante consultas informais, embora isso não seja atípico na negociação de tratados internacionais. O grande problema, no entanto, reside na falta de transparência relativa aos programas de assistência técnica da OMPI. Muito deste material não está disponível a consulta para que jornalistas, juristas e demais interessados possam analisá-lo e criticá-lo. Ademais, a prática da OMPI consistente na remessa de discussões controversas a consultas regionais sigilosas, das quais a sociedade civil não pode participar, pode ser mais um ponto negativo no que se refere à transparência da organização. (Faltam referências que comprovem essa crítica)

### Diplomacia Excessiva
Os delegados dos Estados-membros na OMPI tendem a ser, em sua maioria, diplomatas de carreira, tendendo a um comportamento bastante "diplomático", e, assim, raramente apresentando intenção de discordar abertamente de outros membros.
Apesar de seus benefícios, particularmente no tratamento de negociações internacionais delicadas, a diplomacia apresenta, também, aspectos negativos. A cultura diplomática de Genebra contribui para a OMPI a se manter distante de tópicos controversos e manter controle de liderança. Somente os países e blocos mais importantes, como é o caso dos EUA e União Europeia, podem suportar o custo político de adotar posições controversas ou impopulares.
Frequentemente os Estados Unidos e a União Europeia se manifestam sobre a indicação a algum posto da OMPI, deixando os outros Estados-membros numa posição delicada em que tenham que discordar de um poderoso aliado comercial de maneira pouco diplomática. (Faltam referências que comprovem essa crítica)

### Esvaziamento
As decisões tomadas no âmbito da OMPI são, preferencialmente, tomadas por meios consensuais, mas, em qualquer votação, cada Estado-membro tem direito a um voto, independentemente de sua população ou contribuição para os fundos da organização.
Este é um fator relevante, visto que existe uma grande divergência política concernente aos direitos de propriedade intelectual entre os países do Norte e os países do Sul.
Durante as décadas de 60 e 70 nações em desenvolvimento conseguiram barrar expansões a acordos de propriedade intelectual, tais como as patentes farmacêuticas universais, que poderiam ter sido alcançadas através da OMPI. Isso levou, na década de 1980, países desenvolvidos como os EUA a deslocar os temas relativos a propriedade intelectual da OMPI para o GATT, que, posteriormente, deu origem à OMC, onde os países do Norte detinham maior controle sobre a agenda de discussão. O esvaziamento da OMPI e a migração da discussão relativa aos direitos de propriedade intelectual se consolidam com a edição do TRIPS. (Faltam referências que comprovem essa crítica)